# Homoglif
Homoglif – znak alfanumeryczny (litera lub cyfra; glif), którego kształt interpretowany może być na więcej niż jeden sposób, na przykład cyfra zero i wielka litera O.

Kroje homoglifów w kroju Helvetica Neue: łacińskie małe "a" (Unicode 0061) i matematyczne Sans-Serif małe "a" (Unicode 1D5BA)

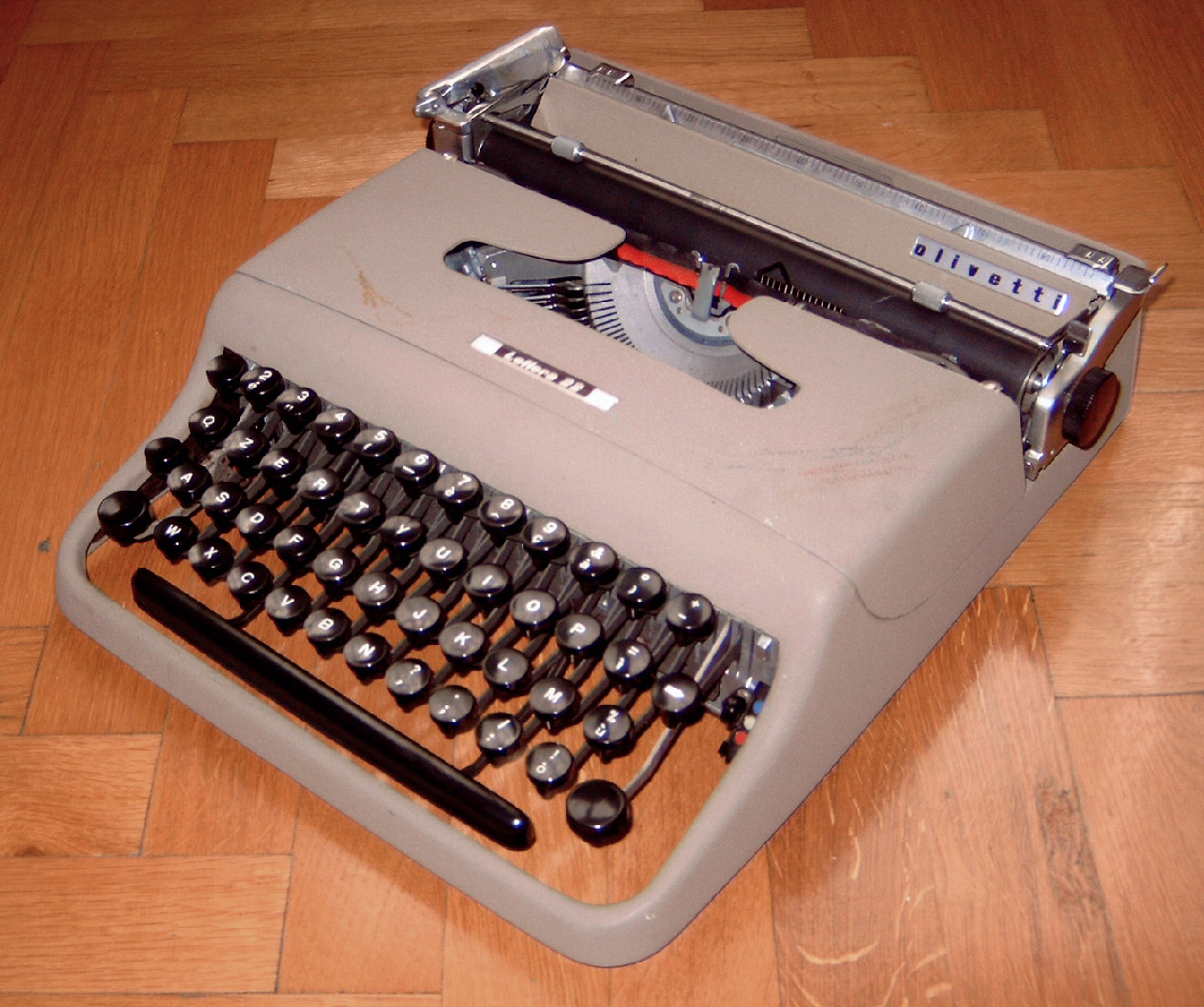
Maszyna do pisania Olivetti z lat '50, pozbawiona cyfr 0 i 1

Wieloznaczności tego rodzaju jest więcej, niektóre z nich wyraźniej widoczne są przy określonych krojach czcionki (np. wielka litera I, cyfra jeden i mała litera l lub wspomniane wyżej zero i litera O), inne ujawniają się w różnych alfabetach, np. łacińska litera H (czyt. ha, Unicode 0048) wyglądająca tak samo jak rosyjskie Н (czyt. en, Unicode 041D) w cyrylicy i jak grecka litera Η (czyt. eta, Unicode 0397).
W innych przypadkach homoglify oznaczać mogą takie same samogłoski (np. łacińskie A, tak samo brzmiąca samogłoska zapisywana cyrylicą - А - oraz grecka Α, alfa).
Przed upowszechnieniem się technik komputerowych, dla których zasadnicze znaczenie mają różnice np. 0 i O albo 1 i l, podobieństwo tych znaków wykorzystywano np. celem uproszczenia konstrukcji maszyn do pisania, dzięki czemu oszczędzano np. czcionki 0 i 1, pozostawiając interpretacji kontekstowej przez człowieka, czy chodzi o cyfry czy litery.